# Большой обед
«Большой обед» — российское дневное ток-шоу, выходившее в период с 17 октября по 28 декабря 2005 года на «Первом канале».

## О передаче
Программу представляли ведущие Фёкла Толстая и Владимир Гаврилов. Изначально в качестве второго ведущего рассматривались кандидатуры Станислава Пьехи и Ираклия Пирцхалавы. Но со временем от них отказались.
Впервые на российском телевидении в прямом эфире было показано интерактивное телешоу. Каждый проявляющий активность телезритель становился сопродюсером, соведущим, соавтором программы. Обратная связь от зрителей позволяла авторам выяснить, что по-настоящему интересно аудитории, в каком направлении нужно двигаться российскому телевидению. Этот проект являлся первой попыткой сделать телезрителей создателями, соавторами телевидения.
В ноябре 2005 года в СМИ появилась информация о том, что программа на протяжении двух месяцев выходившая в эфире канала закрывается из-за невысоких рейтингов. Но вскоре эта информация была опровергнута ведущей Фёклой Толстой. Эта информация противоречила реальным рейтинговым показателям передачи — её доля достигала показателей чуть ниже 16-18%. Программа продолжила своё существование до 28 декабря 2005 года. После новогодних праздников 2006 года программа по неизвестной причине исчезла из сетки вещания телеканала.

## Структура и особенности передачи
Шоу нельзя было назвать кулинарным, несмотря на его название. Хотя повар всегда присутствовал на кухне для того, чтобы накормить тех, кто пришёл на «Первый канал». Но только после эфира. 
Структура передачи отдалённо напоминала концепцию программы «Доброе утро» того же телеканала — сюжеты на неполитические темы, неформальные разговоры с гостями в студии, упоминание персоналий и передач, так или иначе аффилированных с каналом. Гости программы — как известные, так и обычные люди, приходили пообедать на «Первый канал», участвовали в беседе или рассказывали о событиях, которые произошли или свидетелями которых они были.
В «Большом обеде» апробировалось много новаторских ходов. Декорация была сделана в форме тарелки, на которой зрителям предлагались «телевизионные блюда». Девять одновременно работающих камер в прямом эфире давали возможность сделать показ шоу уникальным. Кроме того, в программе были использованы видеоматериалы с ведущими, сделанные в оригинальной стилистике: «Рабочий полдень», «Зверский аппетит», «О вкусах не спорят», «Сто лет в обед», «Утка дня», «Вилка цен», «Тарелка новостей» и так далее. Среди ведущих рубрик были Евгений Кривцов, Павел Паньков и Александр Хабургаев.